# تئاتر (فیلم ۲۰۱۸)
تئاتر یک فیلم اکشن در سال ۲۰۱۰ میلادی است که توسط سوکومار تهیه شده‌است و توسط وای. نوین. راوی شانکار و سی وی موهن تحت نام سازندگان فیلم میدری تهیه شده‌است. ستاره‌های فیلم رام چاران و سامانتا روت پرابو هستند. این فیلم به‌طور رسمی توسط چیرانجیوی در ماه فوریه راه اندازی شداز آوریل ۲۰۱۷. این فیلم در سراسر جهان در تاریخ ۳۰ مارس ۲۰۱۸ منتشر شد.

## داستان
چیتی بابو یک مرد فقیر و بی گناه است که از ناشنوایی جزئی رنج می‌برد. وی از طریق رساندن آب به زمین‌های کشاورزی امرار معاش می‌کند. داستان فیلم از آنجایی آغاز می‌شود که برادرش تصمیم می‌گیرد تا علیه حاکم این روستا که سی سال است آنجا را اداره می‌کند، قیام کند. از طرفی دیگر، چیتی تابو تنها نگران سلامتی برادرش است و کارهای زیادی برای حفاظت از وی انجام می‌دهد و…

## بازیگران
- رام چاران به عنوان چیتی بابو
- سامانتا روت پرابو به عنوان رامالاخشی
- ادی پینیسیتی به عنوان چلوبویان کومار
- اَناسویا بهاراداج به عنوان رانگم ماتا
- جاگاپاتی ببو به عنوان رئیس‌جمهور گارو
- پراکاش راج به عنوان ملا داکشینا مورتحی
- آمیت شرما به عنوان سرمینارایانا،
- نارش به عنوان کوتسوارا رائو، پدر چیتی بابو
- روهینی به عنوان کانتامما، مادر چیتی بابو
- پوجیتا پنده به عنوان پدوما
- برهماجی به عنوان کمیته انتخاباتی
- پراتویاشا بانرجی به عنوان سیتارام
- نوئل شان به عنوان ارا شهرنو